# José Rico Cejudo

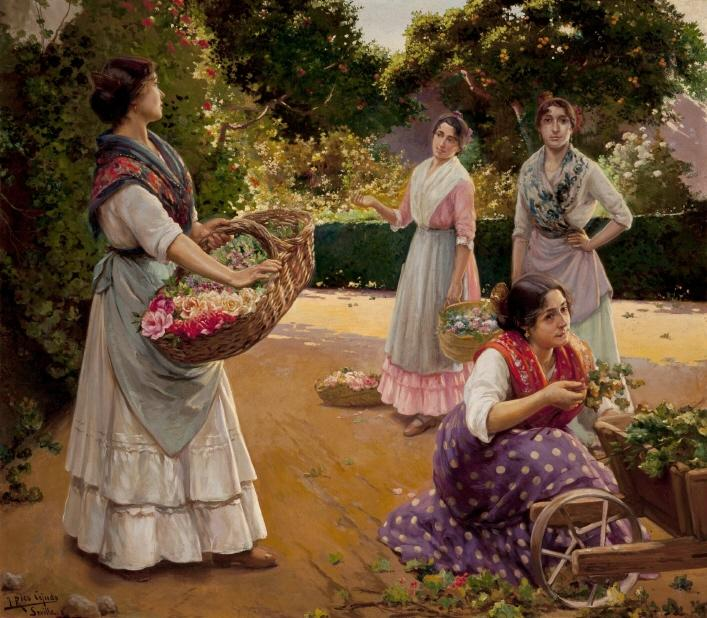
Floristas en el parque de María Luisa, óleo sobre lienzo, 176 x 200 cm, Sevilla, Museo de Bellas Artes de Sevilla.

José Rico Cejudo (Sevilla, 27 de marzo de 1864-Sevilla, 1939) fue un pintor costumbrista español de la escuela clásica sevillana.

## Biografía
Casi siendo un niño entró en la Escuela de Bellas Artes de Sevilla, formándose con los pintores Manuel Wssel, Eduardo Cano y José García Ramos. En 1887, todavía alumno de la Escuela, ganaría su primer premio en metálico por su cuadro El niño de la paloma. En 1888, recibió una beca para la Academia Española de Roma, permaneciendo en Italia durante siete años, visitando Venecia y otras ciudades. De este periodo son Una pompeyana (1889) y La bendición pascual en Roma (1893). En 1895 volvió a Sevilla, ciudad en la que vivió el resto de su vida, llegando a Académico de la Real Academia de Bellas Artes de Santa Isabel de Hungría. 
Su pintura giró en torno a la temática costumbrista, con escenas protagonizadas por muchachas en patios y jardines, (Conversación en el patio y Las Floristas del Museo de Bellas Artes de Sevilla o Andaluces en la venta del Museo Carmen Thyssen Málaga) o de ambiente doméstico (Limpiando el cobre de 1923), o en la calle, con frecuencia procesiones (Preparando el rosario de 1922).
La promesa (1906), pintada tras un viaje a Italia, se considera una de sus mejores obras. Para algunos críticos su segunda etapa sevillana se inspiró demasiado a menudo en prototipos de José García Ramos y Gonzalo Bilbao mezclando el casticismo del primero y el realismo luminista del segundo.
Ilustrador, escritor de novelas cortas, autor de artículos eruditos sobre arqueología y arte en los diarios sevillanos, también practicó el retrato (como el Retrato de don Pedro Ruíz Prieto 1924, expuesto en la Diputación de Sevilla) y el paisaje, manteniendo a lo largo de su vida contacto y amistad con el círculo paisajístico de Alcalá de Guadaíra.